# Фаустини (лунный кратер)
Кратер Фаустини  (лат. Faustini) — крупный ударный кратер в  области южного полюса на видимой стороне Луны. Название присвоено в честь итальянского полярного картографа Арнальдо Фаустини (1874—1944) и утверждено Международным астрономическим союзом в 1994 г. 

## Описание кратера

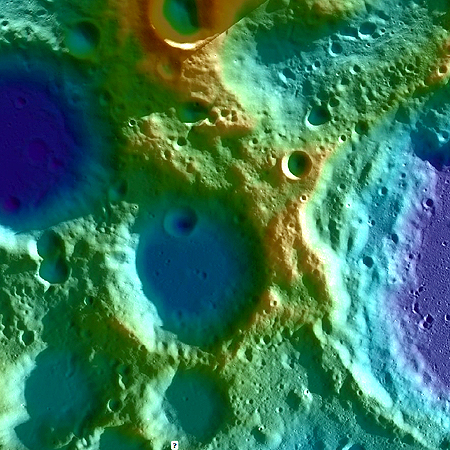
Визуализация замеров высот альтиметра зонда Lunar Reconnaissance Orbiter в районе кратера Фаустини

Ближайшими соседями кратера являются кратер Шумейкер на юго-западе; кратер Нобиле на северо-западе; кратер Амундсен на севере; кратер Слэйтер на юго-востоке и кратер Шеклтон на юге. Селенографические координаты центра кратера 87°11′ ю. ш. 84°19′ в. д. / 87,18° ю. ш. 84,31° в. д., диаметр 42,5км, глубина 2,2 км
Кратер Фаустини  имеет близкую к циркулярной форму и значительно разрушен. В северной части его чаши находится кратер Малинкин. Вследствие близости к южному полюсу часть кратера практически постоянно находится в тени, поэтому топография кратера приблизительно определена лишь с помощью радарных измерений. Температура на дне чаши кратера имеет постоянное значение и оценивается приблизительно в 100 °K. Измерения с помощью нейтронного спектрометра американской автоматической межпланетной станции Lunar Prospector показали высокое по сравнению со средними величинами для Луны содержание водорода в чаше кратера, что может говорить о залежах водяного льда. Тем не менее, радарные измерения не обнаружили наличия льда.

## Сателлитные кратеры
Отсутствуют.

## См.также
- Список кратеров на Луне
- Лунный кратер
- Морфологический каталог кратеров Луны
- Планетная номенклатура
- Селенография
- Минералогия Луны
- Геология Луны
- Поздняя тяжёлая бомбардировка